# 普法夫約束
動力學中的普法夫約束（Pfaffian constraint）是一種用以下形式描述系統的方式：
{\displaystyle \sum _{s=1}^{n}A_{rs}du_{s}+A_{r}dt=0;\;r=1,\ldots ,L}
其中{\displaystyle L}是系統限制方程的個數。
非完整系統不一定必须是普法夫形式，比如不等式约束。
完整约束一定可以表示為普法夫約束的形式。

## 推導
假設一個用以下非完整約束方程組描述的非完整系統
{\displaystyle f_{r}(u_{1},u_{2},u_{3},\ldots ,u_{n},t)=0;\;r=1,\ldots ,L}
其中{\displaystyle \{u_{1},u_{2},u_{3},\ldots ,u_{n}\}}是n個描述系統的廣義座標，而{\displaystyle L}是系統約束方程的數量，可以將每一個方程用連鎖律微分：
{\displaystyle \sum _{s=1}^{n}{\frac {\partial f_{r}}{\partial u_{s}}}du_{s}+{\frac {\partial f_{r}}{\partial t}}dt=0;\;r=1,\ldots ,L}
經過置換後可以得到下式：
{\displaystyle \sum _{s=1}^{n}A_{rs}du_{s}+A_{r}dt=0;\;r=1,\ldots ,L}

## 例子

### 單擺

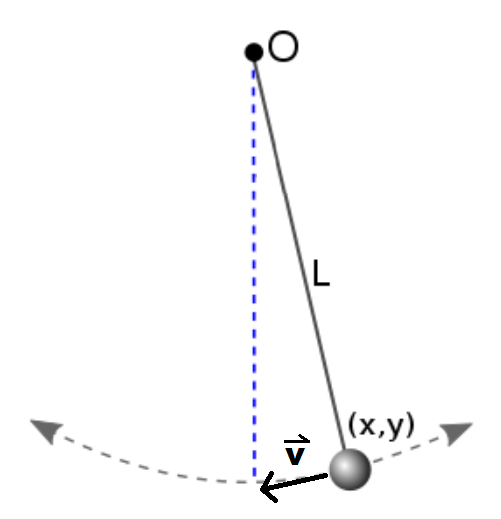
單擺

考慮單擺，其重物的運動會受到擺長的約束，其重物的速度向量{\displaystyle {\overrightarrow {V}}}隨時都會和位置向量{\displaystyle {\overrightarrow {L}}}垂直。因為二個向量永遠正交，因此其点积恆為零。重物的位置和速度可以用以下{\displaystyle x}-{\displaystyle y}座標系統中的系統來定義：
{\displaystyle {\overrightarrow {L}}\cdot {\overrightarrow {V}}={\begin{bmatrix}x\\y\end{bmatrix}}\cdot {\begin{bmatrix}{\dot {x}}\\{\dot {y}}\end{bmatrix}}=0}
簡化點積後可得：
{\displaystyle x{\dot {x}}+y{\dot {y}}=x{\frac {{\text{d}}x}{{\text{d}}t}}+y{\frac {{\text{d}}y}{{\text{d}}t}}=0}
將等號兩邊同乘{\displaystyle {\text{d}}t}，結果就是約束方程的普法夫約束形式：
{\displaystyle x{\text{d}}x+y{\text{d}}y=0}
普法夫形式很好用，若非完整約束方程存在，可以將普法夫形式積分來求解系統的非完整約束方程。此例中的積分是很明顯的：
{\displaystyle \int x{\text{d}}x+\int y{\text{d}}y=0=x^{2}+y^{2}+C}
其中C是積分常數。
也可以寫成
{\displaystyle x^{2}+y^{2}=L^{2}}
{\displaystyle L^{2}}寫成平方項只因為其必定是正數。在實際系統中，座標一定都是實數。而{\displaystyle L}就是單擺的擺長。

### 機器人
机器人运动规划中的普法夫約束（Pfaffian constraint），是由k個線性無關約束的集合，而這些約束都對速度線性，也就是說
{\displaystyle A(q){\dot {q}}=0}
輪式機器人（wheeled robot）中滾動不滑動的條件即為普法夫約束。